# Flora. Morphology, Geobotany, Ecophysiology
Flora. Morphology, Geobotany, Ecophysiology (abreviado Flora, Morphol. Geobot. Ecophysiol.) fue una revista ilustrada con descripciones botánicas que fue editada por la Sociedad Botánica Regensburgische y se publicó en Jena y New York en los años 1993-1999, durante los cuales se editaron los números 188-194. Fue precedida por Flora, Morphol. Geobot. Oekol. y reemplazada por Flora, Morphol. Distrib. Funct. Ecol. Pl..